# Lola und Bilidikid
Lola und Bilidikid je německý hraný film z roku 1999, který režíroval Kutluğ Ataman podle vlastního scénáře. Film pojednává o problémech LGBT osob v turecké komunitě v Berlíně. Snímek byl v ČR uveden v roce 2004 na filmovém festivalu Febiofest.

## Děj
Lola je turecký transvestita žijící s Bilidikidem, který je rovněž Turek. Bilidikid nutí Lolu, aby si nechal změnit pohlaví, aby se mohli vzít. Lola, kterého starší bratr před lety vyhodil z domu kvůli sexuální orientaci, zjistí, že má také mladšího, 17letého bratra Murata. Murat je gay a před rodinou to tají. Od matky se dozví o svém druhém starším bratrovi a setká se s ním v baru. Lola vystupuje v turecké travesti skupině. Jejich kamarád İskender se seznámí s bohatým Friedrichem. Nejprve ho pouze využívá, ale posléze zjistí, že je do něj zamilovaný. Murat se chce podruhé sejít s Lolou, ale nedočká se ho. Místo toho se seznámí s Bilidikidem. Druhý den je Lola nalezen zavražděný. Bilidikid má podezření na pachatele a přemluví Murata, aby mu pomohl Lolu pomstít.

## Obsazení
| Gandi Mukli           | Lola                 |
| Baki Davrak           | Murat                |
| Erdal Yıldız          | Bilidikid            |
| Michael Gerber        | Friedrich von Seeckt |
| Inge Kellerová        | Ute von Seeckt       |
| Murat Yılmaz          | İskender             |
| Hasan Ali Mete        | Osman                |
| Hakan Tandoğan        | Fatma Souad          |
| Cihangir Gümüştürkmen | Lale Lokum           |
| Celal Perk            | Sehrazat             |
| Mesut Özdemir         | Kalipso              |
| Willi Herren          | Rudy                 |

## Ocenění
- Teddy Award: cena poroty